# Freshmen Adjustment
Freshmen Adjustment är ett inofficiellt musikalbum från rapparen Kanye West från 2005.

## Låtlista
1. "Intro"
2. "Doing Fine"
3. "Self Conscious (Yeah)"
4. "Gossip Files"
5. "Wack Niggaz" (feat. Talib Kweli)
6. "I Need to Know"
7. "Out of Your Mind"
8. "Livin' in a Movie"
9. "Drop Dead Gorgeous" (feat. Murphy Lee)
10. "Wow" (feat. GLC)
11. "Apologize"
12. "Hey Mama"
13. "The Good, The Bad, The Ugly" (feat. Consequence)
14. "Keep the Receipt" (feat. Dirt McGirt)
15. "Heavy Hitters" - feat. GLC
16. "My Way"
17. "Home"
18. "'03 Electric Relaxation" (feat. Consequence)
19. "All Falls Down" - (feat. Lauryn Hill)
20. "Through the Wire" [Freestyle Remix]